# Тодор Мицев
Тодор Д. Мицев, наричан Куция войвода, е български революционер, мелнишки войвода на Вътрешната македоно-одринска революционна организация и деец на Върховния македоно-одрински комитет.

## Биография
Тодор Мицев е роден през 1859 или 1868 година в Люблен, тогава в Османската империя. По време на Сръбско-българската война е доброволец въпреки че е непълнолетен. След войната постъпва в Шуменския гарнизон. Там става член на Тайните македоно-одрински подофицерски братства. От 1902 е четник в четата на капитан Юрдан Стоянов, чието поле на действие в Горноджумайско и Мелнишко. С тази чета участва в Горноджумайското въстание. От следващата година е войвода на собствена чета. През март 1903 той води голямо сражение при село Ощава. Силите са неравностойни като срещу неговите 11 четници и десетина въоръжени селяни са изпратени 200 войника и башибозук. Все пак Тодор Мицев успява да убие юзбашията и аскерът отстъпва. По време на Илинденско-преображенското въстание е определен за мелнишки войвода и води сражения при село Езерец. Налага му се да отстъпи към Пирин, където на връх Свещник се среща с четата на Яне Сандански и двамата действат заедно до края на въстанието.
Остава като мелнишки войвода до 1905, когато е ранен и откаран за лечение в България. Макар че оздравява, остава куц поради раните си. Служи на ВМОРО до Хуриета, когато организацията се легализира. Завръща се в родния си край през 1909 и се отдава на обществена дейност. През 1913 година участва в ръководството на Тиквешкото въстание. Става един от основателите на кооперация „Братство“ и читалище „Просвета“ в Попово. По-късно през 1919 става кмет на родното си село Люблен. Умира там през есента на 1930 година.